# William Gray & Company
William Gray & Company war ein Schiffbauunternehmen in West-Hartlepool, England und bestand von 1874 bis 1963. Gray galt als Vorreiter verschiedener schiffbaulicher Neuerungen und war Ende des 19. und Anfang des 20. Jahrhunderts eine der produktivsten Werften der Welt.

## Geschichte

### Die Gründungsjahre
Die Wurzeln des Unternehmens gehen auf das Jahr 1863 zurück, in dem sich der 1823 in Blyth geborene Tuchhändler William Gray und der Schiffbauer John Punshon Denton als Denton, Gray and Company zusammentaten. 1869 erwarben die beiden die Werft Pile, Spence Dockyard im Jackson-Dock in Hartlepool. Nachdem die Werft bis 1874 58 eiserne Dampfschiffe gebaut hatte, trennten sich Gray und Denton nach einem Streit und Gray führte die Werft als William Gray and Company fort.

### Schiffbau unter eigenem Namen

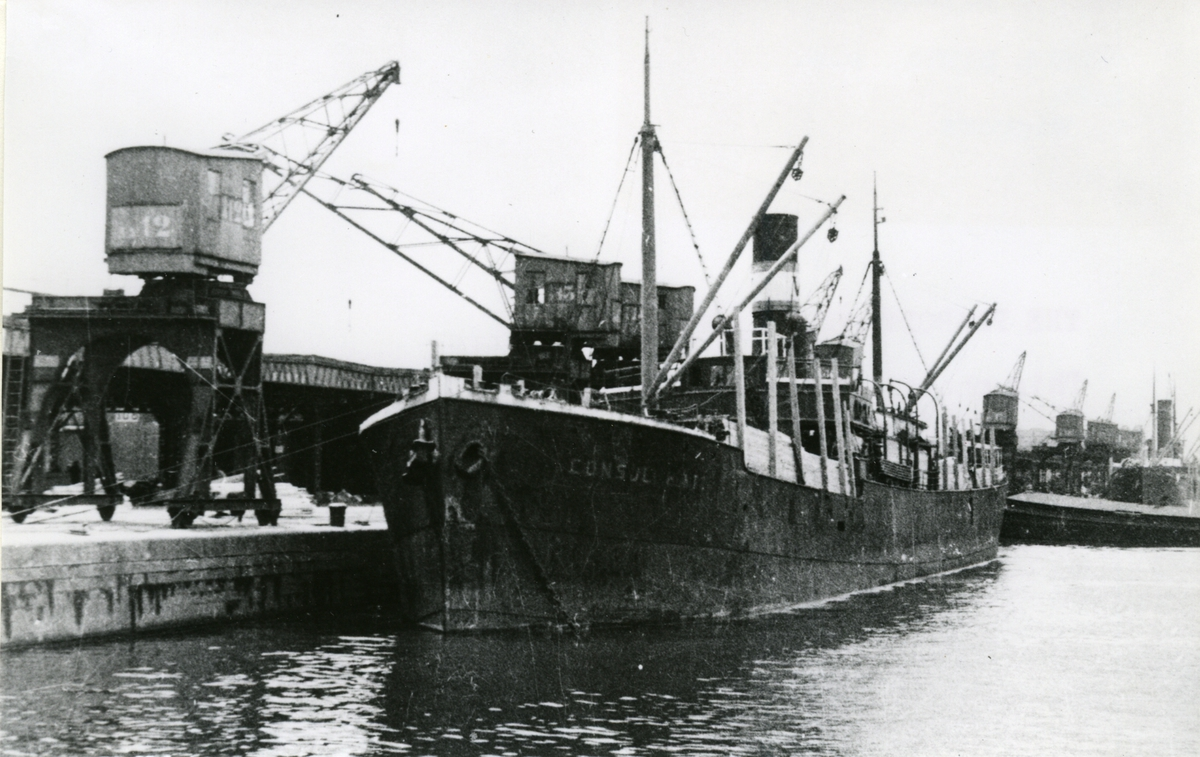
Die 1880 als Parklands gebaute Consul Hintz

Das erste im August 1874 nur unter William Grays Namen vom Stapel gelassene Schiff war die Sexta. 1875 entstanden zwölf Dampfschiffe bei William Gray, drei Jahre darauf liefen mit 18 Einheiten mehr Schiffe bei Gray vom Stapel, als bei jeder anderen britischen Werft. 1883 versetzte die neugegründete Central Marine Engineering Works die Werft in die Lage, auch den Schiffsmaschinenbau auf der eigenen Werft vorzunehmen. Bis 1887 erweiterte Gray sein Betriebsgelände und erwarb die benachbarte Jackson-Werft. Um noch größere Schiffe bauen zu können, eröffnete Gray 1887 einen zweiten Werftbetrieb im Central Dock des Hafens Hartlepool, bei dem im darauffolgenden Jahr der erste Neubau, das Linienfrachtschiff Missouri, fertiggestellt wurde. Das Unternehmen hatte 1888 weiterhin den höchsten Ausstoß aller britischen Werften. Ende desselben Jahres wurden Werften und Schiffsmaschinenbau zu einem Unternehmen zusammengeschlossen, welches zum 1. Januar 1889 als Private Limited Company eingetragen wurde. William Gray wurde Vorsitzender, seine Söhne Matthew und William sowie Stiefsohn George Henry Baines fungierten als Direktoren. Im selben Jahr konstruiert Thomas Mudd bei Gray die Vierfachexpansions-Dampfmaschine. Im Jahr 1890 öffnete die neue Schmiedewerkstatt und man schlug William Gray, der auch erster Bürgermeister von West Hartlepool war, zum Ritter. Um die Werft mit Aufträgen zu versorgen, vergab William Gray weitreichende Kredite an Reedereien, die Schiffe bei ihm bauen ließen und hielt an etwa der Hälfte der auf seiner Werft gebauten Schiffen Anteile. Das führte dazu, dass Reedereien Schiffe bei ihm in Auftrag gaben, die sie mit anderen Arten der Finanzierung nicht hätten bauen lassen können. So gab Marcus Samuel, der Gründer von Shell 1892 den Bau seines ersten Tankers Murex bei Gray in Auftrag. Samuel zahlte zunächst nur 6350 Pfund der gesamten Bausumme von 47.000 Pfund an Gray. In den Jahren 1892 bis 1895 folgten acht weitere Tanker für Shell.

### Von der Jahrhundertwende bis zum Ersten Weltkrieg

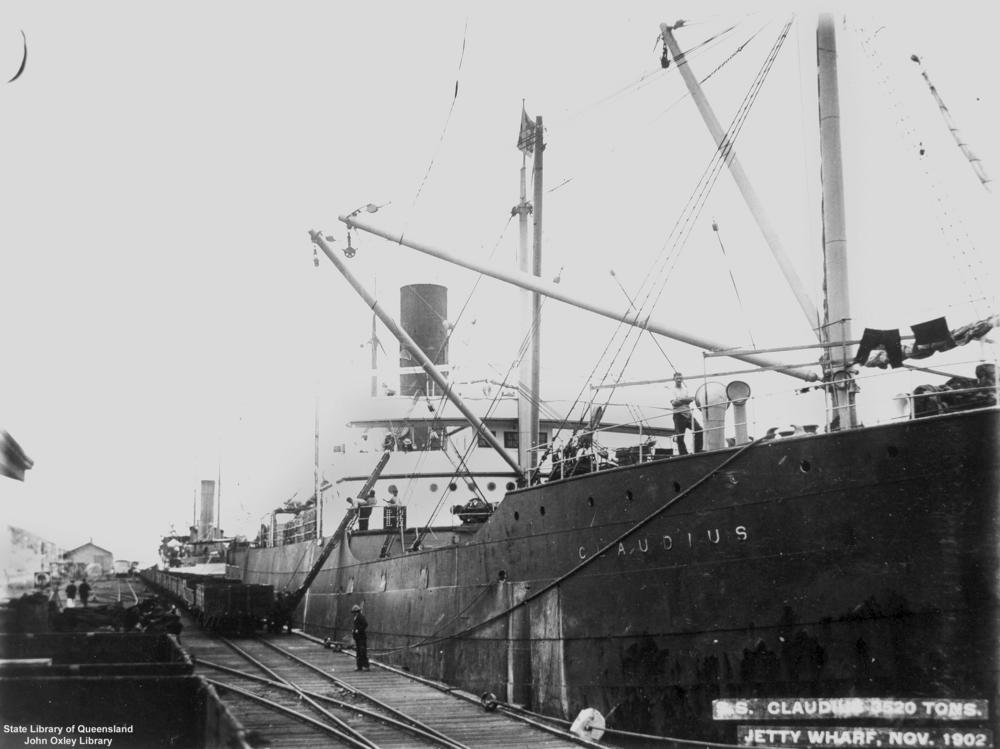
Der 1899 bei Gray gebaute Frachtdampfer Claudius

1896 starb Matthew Gray, 1898 starben auch Sir William Gray und Thomas Mudd. Das Unternehmen wurde vom jüngeren Sohn William Cresswell Gray weitergeführt.
1898 erwarb Gray die Milton Forge and Engineering Company, um die Produktionsmöglichkeiten für den Schiffsmaschinenbau zu erweitern. Im selben Jahr kaufte Gray gemeinsam mit Christopher Furness die Moor Steel and Iron Works in of Stockton-on-Tees, die Stockton Malleable Iron Works sowie die West Hartlepool Steel and Iron Company und schlossen die drei Stahlunternehmen zur South Durham Steel and Iron Company zusammen. Grays Central Shipyard wurde 1900 um zwei Hellinge erweitert, womit insgesamt elf Hellinge zur Verfügung standen. Zur Jahrhundertwende beschäftigte das Unternehmen rund 3000 Werftarbeiter. In den darauffolgenden Jahren bis zum Ersten Weltkrieg entstanden etwa 200 Schiffe bei Gray. 1913 verlängerte Gray’s verlängert die Pachtverträge mit Hartlepool bis 1950 und pachtete ein einige Kilometer entfernt im Stadtteil Graythorp bei Greatham Creek am Fluss Tees gelegenes Grundstück, um dort eine neue Werft unter dem Namen Graythorp aufzubauen. Verzögert durch den Weltkrieg wurde die neue Werft erst 1925 eröffnet. Während des Ersten Weltkriegs baute das Unternehmen 30 Linien- und Trampfrachter für zivile Auftraggeber, 13 Schiffe für die britische Admiralität und 30 Standard-WAR-Schiffe für den Shipping Controller. König George V und Queen Mary besuchten die Werft, um die Moral zu stärken. 1917 weihte man einen hammerförmigen Werftkran von 100 Tonnen Kapazität ein, der bis zu seinem Abbruch in den 1960er Jahren ein Wahrzeichen der Werft und des Hartlepooler Hafens blieb. Gegen Kriegsende 1918 wandelte man das Unternehmen zur Public company um.

### Die EGIS-Werft
Im Jahr 1917 beteiligte sich Gray an einem Reedereikonsortium zum Aufbau einer Werft am Fluss Wear in North East England. Das EGIS Shipbuilding Company genannte Unternehmen führte seinen Namen auf die beteiligten Unternehmen zurück. „E“ stand für Ellerman Lines, „G“ für Gray, „I“ für Lord Inchcape (er war Vorsitzender der Reedereien P&O und British India Steam Navigation Company) und „S“ für die Strick Line. Das ehemalige Gelände der Werft von Kish, Boolds lag in Pallion gegenüber der Short Brothers-Werft. Das erste Schiff der Werft mit vier Hellingen war die 1919 zu Wasser gelassene Golconda. 1923 übernahm Gray die Werft komplett und baute unter dem Namen William Gray & Company, zwei Jahre darauf schloss die Werft wegen Auftragsmangel. Von 1927 bis zur Weltwirtschaftskrise entstanden nochmals 19 Trampschiffe, 1930 schloss Grays die Werft nach insgesamt 34 gebauten Schiffen erneut. Im November 1936 erwarb National Shipbuilders Security die Werft und ließ sie ab 1938 abreißen.

### Zwischenkriegsjahre
Nach dem Ende des Krieges brachen in der Krise der 1920er Jahre auch bei Gray die Bauaufträge weg, so entstanden 1922 lediglich drei und 1923 sieben Schiffe. 1924 starb Sir William Cresswell Gray, woraufhin die Leitung der inzwischen hoch verschuldeten Werft 1925 an William Gray überging. Nachdem 1929 noch das tausendste Schiff der Werft, die City of Dieppe abgeliefert wurde, mussten die Werften 1930 wegen Auftragsmangel geschlossen werden. 1932 öffnete die Werft zunächst wieder und schloss nach sechs gebauten Trampschiffen und einem Lotsenboot erneut. Im Jahr 1934 öffnete man vorübergehend die Werft im Jackson-Dock, um zwei Fährschiffe zu bauen, im Jahr darauf entstand auf der Werft im Central Dock ein Trampschiff auf eigene Kosten, dass erst zwei Jahre später verkauft werden konnte. Erst ab 1936 begann sich das Orderbuch der Werft erneut zu füllen und bis zum Kriegsbeginn 1939 fertigte man bei Gray 30 Tramp- und Linienfrachtschiff sowie zwei Zerstörer für die Admiralität.

### Zweiter Weltkrieg bis zur Auflösung
Während des Zweiten Weltkriegs bauten die Gray-Werften 72 Schiffe, weitere 1750 wurden repariert. In den Nachkriegsjahren erstellte Gray durchschnittlich 7,5 Schiffe pro Jahr, darunter einige Tanker. 1951 bis 1956 lieferte die Werft acht 9500-tdw-Erzfrachter der Port-Talbot-Klasse ab, zwei an die chilenische Reederei Compañía Sud Americana de Vapores, sechs weitere an die Houlder Brothers. Es folgten mehrere Trampschiffe, aber 1959 war der Auftragsbestand auf zwei Erzfrachter geschrumpft. Nachdem 1961 mit dem Massengutfrachter Blanchland das letzte Schiff abgeliefert war, löste man das Schiffbauunternehmen 1962 auf, das Werftinventar wurde im Mai 1963 versteigert und die Betriebsgebäude ab 1963 abgerissen. Die Graythorp-Werft wurde 1974/75 noch von Laing Offshore zum Bau von Ölbohrplattformen genutzt.

## Heutige Nutzung
1996 erwarb das Entsorgungsunternehmen Able UK die ehemalige Graythorpe-Werft von Laing Offshore und baute diese zu einer modernen Abbruchwerft aus. Das bekannteste Schiff, welches bisher bei Able verschrottet wurde, ist der ehemalige französische Flugzeugträger Clemenceau.